# Eumonocentrus risbeci
Eumonocentrus risbeci är en insektsart som beskrevs av Renaud Maurice Adrien Paulian 1951. Eumonocentrus risbeci ingår i släktet Eumonocentrus och familjen hornstritar. Inga underarter finns listade i Catalogue of Life.